# 2. tankovska brigada NOVJ
Za druge 2. brigade glejte 2. brigada.
2. tankovska brigada NOVJ je bila prekomorska oklepna brigada NOV in POJ.

## Organizacija
1944
- štab
- 1. tankovski bataljon
- 2. tankovski bataljon
- 3. tankovski bataljon
- Motodesantni bataljon